# Rolling Thunder Revue
Rolling Thunder Revue bylo koncertní turné amerického písničkáře Boba Dylana. Bylo rozděleno do dvou částí, přičemž první probíhala od 30. října do 8. prosince 1975 na severozápadě USA a v Kanadě a druhá od 18. dubna do 25. května 1976 na jihu USA. Mezitím, dne 25. ledna 1976, hudebníci odehráli ještě jeden benefiční koncert. Turné se účastnili například Joan Baez, Roger McGuinn, Ramblin' Jack Elliott, Bob Neuwirth a Mick Ronson.